# Šota Bibilov
Šota Gennad’evič Bibilov (in russo Шота Геннадьевич Бибилов?, Shota Gennadyevich Bibilov; Vladikavkaz, 6 agosto 1990) è un ex calciatore russo, di ruolo centrocampista.

## Carriera

### Club
Bibilov giocò con la maglia dell'Alanija Vladikavkaz, con cui debuttò nella Prem'er-Liga in data 31 luglio 2010: ha sostituito Karen Oganyan nella sconfitta per 2-0 sul campo del Terek Groznyj. È passato poi al Alanija Vladikavkaz, per cui ha esordito il 24 settembre 2011, segnando anche una rete nella sconfitta per 3-1 al CSKA Mosca.

### Nazionale
Bibilov ha contribuito alla vincente campagna di qualificazione al campionato europeo Under-21 2013, con la Nazionale di categoria. Il commissario tecnico Nikolaj Pisarev lo ha poi incluso tra i convocati in vista della fase finale della rassegna continentale.